# من المحنة إلى النجومية

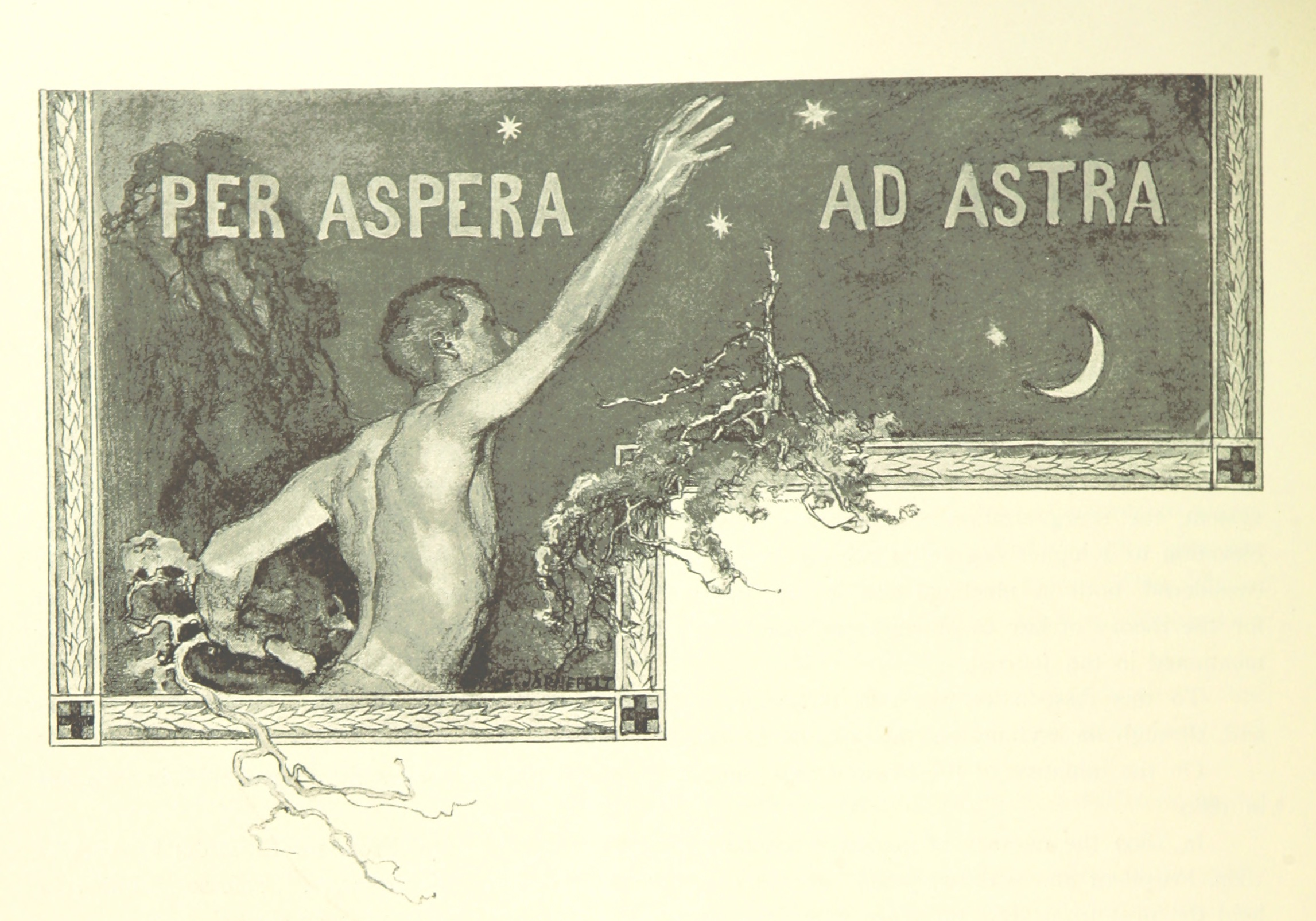
من خلال المصاعب إلى النجوم، 1894

من المحنة إلى النجومية وهي ترجمة للعبارة اللاتينية  (باللاتينية Per aspera ad astra أو Ad astra per aspera)  والتي تُترجم أيضًا بـ «من المصاعب إلى النجوم» أو «الطرق الوعرة تؤدي إلى النجوم» وهي واحدة العديد من القوال اللاتينية التي تستخدم للتعبير عن عبارة "Ad astra" وتعني إلى النجوم.

## الأستخدام
تستخم العبارة شعارًا للعديد من المنظمات والجماعات المختلفة

### التعليم

#### الولايات المتحدة الأمريكية
- معهد ستيفنز للتقنية هوبوكين، نيو جيرسي.[1]

#### أوكرانيا
- دنيبروبتروفسك أوبلاست.

## الجهات الحكومية
- شعار ولاية كانساس "Per aspera ad astra".[2]
- دوقية مكلنبورغ شفيرين.
- جودا، وهي مدينة تقع غرب هولندا.

## طالع أيضًا
- Precipitevolissimevolmente